# Details
Details är den Göteborgsbaserade garagerockgruppen De Stijls andra och sista studioalbum, utgivet 2005 av skivbolaget Network Entertainment Group.

## Låtlista
1. "Shaken Never Stirred"
2. "Queen Midas"
3. "There Are Many Fishes in the Sea"
4. "Absorb That Touch"
5. "Dirty Tricks"
6. "Sometimes"
7. "Blood Is on the Streets"
8. "Modern"
9. "Past Is Past"
10. "What You See Is What You Get"
11. "Guiding Light"

## Mottagande
Helsingborgs Dagblad gav skivan betyget 3/5.

### Fotnoter
1. ↑  ”Details”. Svensk mediedatabas. http://smdb.kb.se/catalog/search?q=de+stijl&sort=NEWEST. Läst 12 maj 2012.
2. ↑  ”Details”. Kritiker.se. http://kritiker.se/skivor/recension/?skiva=De_Stijl__-__Details. Läst 12 maj 2012.